# Louis Vierne
Louis Vierne (født 8. oktober 1870 i Poitiers, død 2. juni 1937 i Paris) var en fransk organist og komponist.
Louis Vierne begyndte sin musikalske karriere under César Franck og Charles-Marie Widor ved musikkonservatoriet i Paris. I 1892 blev Vierne Widors assistent ved kirken Saint Sulpice; i 1900 blev han udnævnt til organist ved Paris' domkirke Notre Dame, en stilling han beholdt indtil sin død. Han døde af et slagtilfælde under sin orgelkoncert nr. 1750 i Notre Dame – med foden på den dybe E-pedal.
Vierne var både en fremragende udøvende kunstner og pædagog. Han rejste på mange turnéer i Europa og optrådte i 1927 også i USA. Han underviste ved kirkens Schola Cantorum indtil 1912.
Viernes kompositioner er teknisk krævende med en vanskelighedsgrad, der kulminerer i hans senere symfoniske værker. Hans registreringer udforsker hele det udtræk som er til rådighed på de store symfoniske Cavaillé-Coll-orgler. Hans seks orgelsymfonier regnes for den franske symfoniske stils højdepunkt.

## Udvalgte værker
- Symfoni (i A-mol) - (1907-1908) - for orkester
- Orgelsymfoni nr. 1 (i D-mol) (1898-1899) - for solo orgel
- Orgelsymfoni nr. 2 (i E-mol) (1902) - for solo orgel
- Orgelsymfoni nr. 3 (i F-Mol) (1911) - for solo orgel
- Orgelsymfoni nr. 4 (i G-mol) (1913–1914) - for solo orgel
- Orgelsymfoni nr. 5 (i A-mol) (1923–1924) - for solo orgel
- Orgelsymfoni nr. 6 (i B-mol) (1930) - for solo orgel
- "24 stykker i en fri stil" (herunder Carillon de Westminster) (1913) - for orgel
- "Digtning" (1925) - for klaver og orkester
- "Psyke" (1914) - for sopran og orkester
- Forskellige enkeltstående værker:

- Allegretto
- Tantum ergo
- Ave Maria
- Prélude funèbre
- Communion
- Ave verum
- Triumfmarsj
- Messe Basse
- Triptyque for orgel
- Messe basse pour les défunts
- Meditation for orgel
- Præludium for orgel
- Tre improvisationer
- Messe Solennelle
- Fuga over "In exitu Israel"